# Eder Palacios
Eder Palacios (* Chone, Ecuador, 26 de febrero de 1985). es un exfutbolista ecuatoriano que jugaba de mediocampista.

## Clubes
| Club              | País    | Año       |
| ----------------- | ------- | --------- |
| Aucas             | Ecuador | 2003-2005 |
| Liga de Cuenca    | Ecuador | 2005      |
| Deportivo Azogues | Ecuador | 2006      |
| Aucas             | Ecuador | 2007      |
| Grecia de Chone   | Ecuador | 2008      |
| Manta FC          | Ecuador | 2009-2010 |
| Grecia de Chone   | Ecuador | 2011      |
| Rocafuerte FC     | Ecuador | 2012      |
| Olmedo            | Ecuador | 2013      |
| Delfín SC         | Ecuador | 2014      |
| Grecia            | Ecuador | 2015-2016 |
| Politécnico       | Ecuador | 2016      |
| Grecia            | Ecuador | 2017-2019 |

## Palmarés

### Campeonatos nacionales
| Título                         | Club              | País    | Año     |
| ------------------------------ | ----------------- | ------- | ------- |
| Campeonato Ecuatoriano Serie B | Deportivo Azogues | Ecuador | 2006-E1 |
| Campeonato Ecuatoriano Serie B | Olmedo            | Ecuador | 2013    |